# Membrolles
Membrolles település Franciaországban, Loir-et-Cher megyében. Lakosainak száma 269 fő (2018. január 1.). Membrolles Le Mée, Ozoir-le-Breuil, Prénouvellon, Tripleville és Verdes községekkel határos.

## Népesség
A település népességének változása:
| Lakosok száma | 389  | 326  | 237  | 215  | 216  | 251  | 262  | 267  | 269  | 269  |
|               | 1962 | 1968 | 1982 | 1990 | 1999 | 2008 | 2011 | 2013 | 2017 | 2018 |